# バハドゥル・シャハ
バハドゥル・シャハ（Bahadur Shah, 1757年6月16日 - 1797年6月24日）は、ネパール王国の初代君主プリトビ・ナラヤン・シャハの息子。第2代プラタープ・シンハ・シャハの弟にあたる。

## 生涯
1778年1月9日、ネパール王プリトビ・ナラヤン・シャハの息子として、ヌワコートで生まれた。
兄プラタープ・シンハ・シャハの死後、バハドゥルは後を継いだ幼少の息子ラナ・バハドゥル・シャハの摂政となった。 だが、1794年に王が成人すると、バハドゥルは投獄された。
1797年6月24日、バハドゥルはパシュパティナート、アーリヤガートで獄死した。